# Santo bacio
Il santo bacio (o bacio della pace) è un saluto cristiano tradizionale. Il termine deriva dal Nuovo Testamento, dove viene citato cinque volte.
Il santo bacio appare in:
- Romani 16,16[1] - "Salutatevi a vicenda con il bacio santo" (in greco antico: ἀσπάσασθε ἀλλήλους ἐν φιλήματι ἁγίῳ?).
- 1 Corinzi 16,20[2] - "Salutatevi a vicenda con il bacio santo" (in greco antico: ἀσπάσασθε ἀλλήλους ἐν φιλήματι ἁγίῳ?).
- 2 Corinzi 13,12[3] - "Salutatevi a vicenda con il bacio santo" (in greco antico: ἀσπάσασθε ἀλλήλους ἐν ἁγίῳ φιλήματι?).
- 2 Tessalonicesi 5,26[4] - "salute" tutti i fratelli con il bacio santo" (in greco antico: ἀσπάσασθε τοὺς ἀδελφοὺς πάντας ἐν φιλήματι ἁγίῳ?).
- 1 Pietro 5,14[5] - "Salutatevi a vicenda con il bacio di amore" (in greco antico: ἀσπάσασθε ἀλλήλους ἐν φιλήματι ἀγάπης?).